# Burg Noarna
Die Burg Noarna (auch als Castelnuovo di Noarna bezeichnet) liegt in der nordostitalienischen Gemeinde Nogaredo unweit von Rovereto auf einem Hügel im Trentino. Damals lagen die meisten Burgen in Sichtweite zueinander, um sich im Notfall mit Rauchzeichen gegenseitig warnen zu können oder um Hilfe zu erbitten. Die Lage der Burg oberhalb des Etschtals ermöglichte natürlich auch die Kontrolle des Geschehens im Tal.

## Geschichte
Angeblich wurde Noarna an der Stelle einer römischen Befestigung errichtet. Gesichert ist, dass die mittelalterliche Anlage ursprünglich von mehreren Familien, deren Wappen in der Burg sichtbar sind, gemeinsam bewohnt wurde. Im 12. Jahrhundert wurde die Anlage „Castelnuovo“ (in etwa „Neuburg“) genannt. Dies lässt darauf schließen, dass sich hier oder in der Nähe eine ältere Anlage befand. Es wird vermutet, dass diese ältere Burg in die Langobardenzeit des 6. bis 8. Jahrhunderts fällt.
Bis 1308 war die Anlage im Besitz der Herren von Noarna und ging dann als Lehen des Hochstifts Trient an die Castelbarco über. 1456 beauftragte der Fürstbischof von Trient, Georg Hack von Themeswald, die Brüder Georg und Peter Lodron, sich der Burgen des unbotmäßig gewordenen Trientiner Vasallen Johann von Castelbarco zu bemächtigen, was diesen auch gelang. In der Folge ging die Burg als Lehen an die Petersche Linie der Lodron über.
Nikolaus Lodron (1475–1556), Enkelsohn des Peters und Urgroßvater des Salzburger Fürsterzbischofs Paris von Lodron, nahm in der Folge umfassende Veränderungen und Umbauten vor und ließ die Burg zu einem Renaissanceschloss umbauen. Aus dieser Zeit stammen die Fresken oberhalb der Hauptstiege, die Rankenwerke und Veduten im Wintergarten und die Wappen der Besitzer. Weitere Räume mit ornamentaler Ausstattung stammen aus dem 16. und 17. Jahrhundert. Sie zeigen unter anderem Wappenkartuschen  der Grafen von Lodron und ihrer Frauen (Sibylle von Fugger, Anna Berka von Taub und Leipa). Vermutlich hat Paris von Lodron die Kapelle in das Schloss einbauen lassen, die dann von seinem Hofbaumeister Santino Solari gestaltet worden ist. Im 17. Jahrhundert spielte Castelnuovo als Gefängnis bei einem großen Hexenprozess eine Rolle, acht Personen wurden dabei zum Tode verurteilt und vier davon in Brancolino hingerichtet.
1876 verließen die Lodrons das Schloss und übersiedelten in den Palazzo Lodron in Nogaredo, nur ein Kastellan verblieb auf Castelnuovo. 1974 entschloss sich die Familie Lodron, die Anlage an die Rofereiter Hoteliersfamilie Zani zu verkaufen. Von dieser wurde auf dem Schloss ein biologisch geführtes Musterweingut installiert; die Anlage (Winzerei samt Weinverkauf) kann besichtigt werden und durch kulturelle Veranstaltungen ist das Schloss heute der Öffentlichkeit zugänglich.

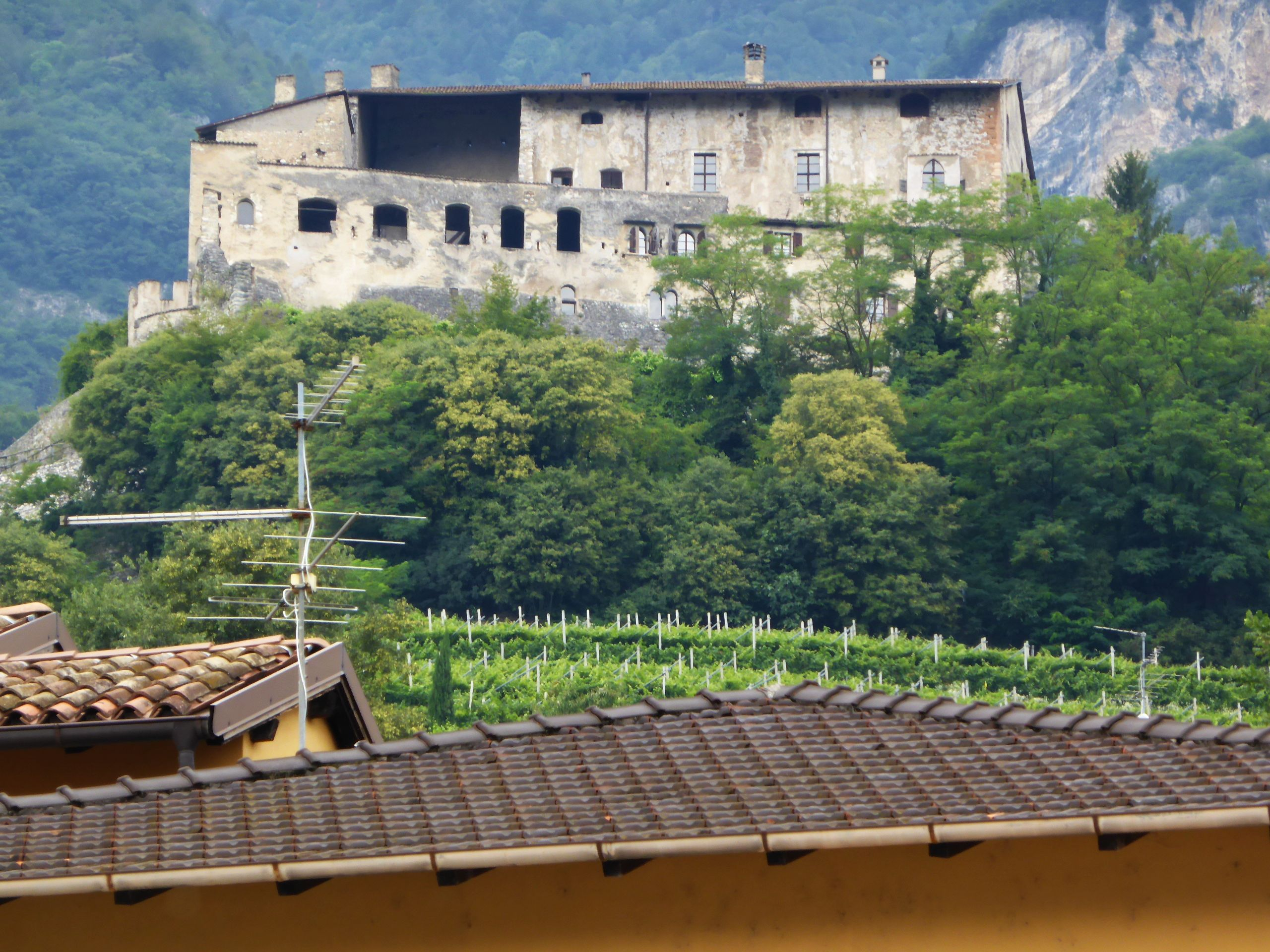
Castelnuovo di Noarna

## Beschreibung
Das Schloss ist eine Verbindung einer mittelalterlichen Burg und eines Renaissancepalasts. Durch den Umbau hat es seinen wehrhaften Charakter nicht verloren: Gräben, Fallgitter, Bering, Zugbrücken und Schießscharten zeugen davon. Der niedrige Bergfried der Anlage ist nicht höher als eine Seite des Palas.
Im Gewölbe des Eingangsbereichs befinden sich Fresken mit einigen Szenen aus der Genesis, so wie Michelangelo sie für die Sixtinischen Kapelle gemalt hatte. Das Original hat eine Größe von 520 m², auf ihm sind 115 überlebensgroße Figuren dargestellt. Der Künstler der Noarna-Fresken ist unbekannt.